# Asia Rugby Championship Top 3 2018
El Asia Rugby Championship Top 3 de 2018, fue la 31.ª edición del principal torneo asiático y la 4ª del formato instituido en 2015. En esta oportunidad la selección de Japón no participó del torneo por estar clasificado a la cita mundialista en calidad de organizador.
El campeonato es parte de la clasificatoria asiática para la Copa del Mundo de Japón 2019.
El ganador del torneo se enfrentará a Islas Cook, vicecampeón de la Oceania Rugby Cup 2017 en una llave a dos partidos para continuar en carrera al Mundial. El campeón de aquel torneo resultó ser Tahití pero fue sancionado por la World Rugby por colocar a 2 jugadores en campo que no cumplían con los criterios de elegibilidad.

## Equipos participantes
- Selección de rugby de Corea del Sur
- Selección de rugby de Hong Kong (Dragones)
- Selección de rugby de Malasia

## Posiciones
| Pos. | Equipo        | Encuentros | Encuentros | Encuentros | Encuentros | Tantos  | Tantos    | Tantos     | Puntos Bonus | Puntos Totales |
| Pos. | Equipo        | jugados    | ganados    | empatados  | perdidos   | a favor | en contra | diferencia | Puntos Bonus | Puntos Totales |
| ---- | ------------- | ---------- | ---------- | ---------- | ---------- | ------- | --------- | ---------- | ------------ | -------------- |
| 1    | Hong Kong     | 4          | 4          | 0          | 0          | 227     | 44        | + 183      | 3            | 19             |
| 2    | Corea del Sur | 4          | 2          | 0          | 2          | 128     | 91        | + 37       | 2            | 10             |
| 3    | Malasia       | 4          | 0          | 0          | 4          | 40      | 260       | - 220      | 0            | 0              |

Nota: Se otorgan 4 puntos al equipo que gane un partido, 2 al que empate y 0 al que pierda
Puntos Bonus: 1 punto por convertir 4 tries o más en un partido y 1 al equipo que pierda por no más de 7 tantos de diferencia
|  | Campeón y pasa a repesca para Japón 2019 |

|  | Eliminados de Japón 2019 |

## Resultados
| 28 de abril 16:30 | Malasia | 10 - 35 | Corea del Sur | Bukit Jalil National Stadium, Kuala Lumpur |  |
|                   |         | Reporte |               |                                            |  |

| 5 de mayo 16:30 | Malasia | 8 - 67  | Hong Kong | Bukit Jalil National Stadium, Kuala Lumpur |  |
|                 |         | Reporte |           |                                            |  |

| 12 de mayo 12:00 | Corea del Sur | 21 - 30 | Hong Kong | Namdong Asiad Rugby Stadium, Incheon |  |
|                  |               | Reporte |           |                                      |  |

| 19 de mayo 12:00 | Corea del Sur | 67 - 12 | Malasia | Namdong Asiad Rugby Stadium, Incheon |  |
|                  |               | Reporte |         |                                      |  |

| 26 de mayo 16:00 | Hong Kong | 91 - 10 | Malasia | Hong Kong Football Club Ground, Hong Kong |  |
|                  |           | Reporte |         |                                           |  |

| 2 de junio 16:00 | Hong Kong | 39 - 5  | Corea del Sur | Hong Kong Football Club Ground, Hong Kong |  |
|                  |           | Reporte |               |                                           |  |

| Bandera de Hong Kong |
| Campeón Hong Kong    |
| Primer título        |